# Historiska museet
A Historiska museet (kiejtése körülbelül hisztoriszka muzéet; magyarul Történelmi Múzeum); teljes nevén Statens historiska museum (Állami Történelmi Múzeum) Svédország legnagyobb történelmi múzeuma Stockholmban. Gyűjteményei a svéd történelem kezdeteitől a középkor végéig terjedő időszakot ölelik fel.

## Története
A múzeum történetét 1572-ig vezeti vissza, amikor III. János svéd király elrendelte a régi svéd pénzérmék megőrzését. Ez az intézkedés összefüggött azzal a korabeli svéd-dán vitával, ami a három korona (tre kronor) mint nemzeti szimbólum hovatartozásáról szólt. A svéd király ezekkel az pénzérmékkel kívánta igazolni, hogy országa régebben használta ezt a jelképet.
Ettől kezdve a pénzérmék és az érmek általában képezték az állami történelmi gyűjtemények alapját egészen a 19. század elejéig. A gyűjtemény elhelyezése 1943-ig gyakran változott, volt a Slottet Tre kronor kastélyban, az Antikvitetskollegiet helyiségeiben a Helgeandsholmen szigeten, a stockholmi királyi palotában, a Ridderstolpska huset palotában a Skeppsbron mellett, valamint a Nationalmuseum épületében.
Az első igazi régészeti lelet, egy bronzkori kard maradványai, az érmekollekció alapítása után száz évvel került a gyűjteménybe. Ennek ellenére az 1800-as évek derekáig a korai és a középkori svéd leletek aránya szinte jelentéktelen maradt. A 19. században azonban Svédországban is felébredt az érdeklődés a nemzeti múlt iránt, és ezzel párhuzamosan a múzeum gyűjteményei gyors növekedésnek indultak, egyúttal a vezetői, tudósai megindították a szervezett régészeti kutatómunkát. Ezekben az években alapozták meg a nemzetközileg is igen jelentős középkori egyházi művészeti gyűjteményt.
A régészeti kollekció gyarapodása új lendületet kapott a második világháború után. Elmélyültek a tudományos ismeretek az ország múltjáról, sikerült jobb képet alkotni az őskori és középkori művészetek fejlődéséről. A mezőgazdasági munkák során is jelentős leletek kerültek elő, köztük nagyobb ezüstkincsek. Számos értékes tárgy azért juthatott el a múzeum gyűjteményébe, mert már 1684-ben született egy rendelet, amelynek értelmében minden arany- ezüst- és rézleletet fel kell ajánlani az államnak megvételre. A stockholmi Historiska museet azonban manapság az új leletek nagy részét átengedi a regionális múzeumoknak.
A múzeum csak az 1940-es években költözhetett saját, önálló épületébe.

## Épülete
A Historiska museet az 1940-es évek óta egy egykori kaszárnya épületében helyezkedik el Stockholmn Östermalm városnegyedében, ezen belül a Krubban negyedben, amit a svéd állam 1804-ben szerzett meg és ott 1805-1818 között Fredrik Blom építész tervei alapján laktanyákat építtetett.
A Histroiska museet gyűjteményei 1866-tól a Nationalmuseum épületében voltak, de az ottani helyszűke miatt 1929-ben javaslat született a múzeum átköltöztetésére az egykori laktanyákba. 1930-ban pályázatot írtak ki az épületek megfelelő átalakítására. A pályázaton első díjat nem adtak ki, de a legjobbnak ítélt terveket továbbfejlesztve végrehajtották az átépítést.
Az új épület stílusa kiegyensúlyozott kompromisszum a modernizmus és a neoklasszicizmus között, de érződik rajta a középkori építészet hatása is csakúgy, mint az 1930-as stockholmi építészeti és formatervezési kiállításé.
Az új múzeumépület zárt várra hasonlít, aminek négy háromszintes szárnya négyzetes udvart vesz körül. A szigorú bejárati homlokzaton nehéz bronzkaput építettek az 1950-es években Bror Marklund tervei alapján, amit a korai svéd történelemből vett jelenetek díszítenek.

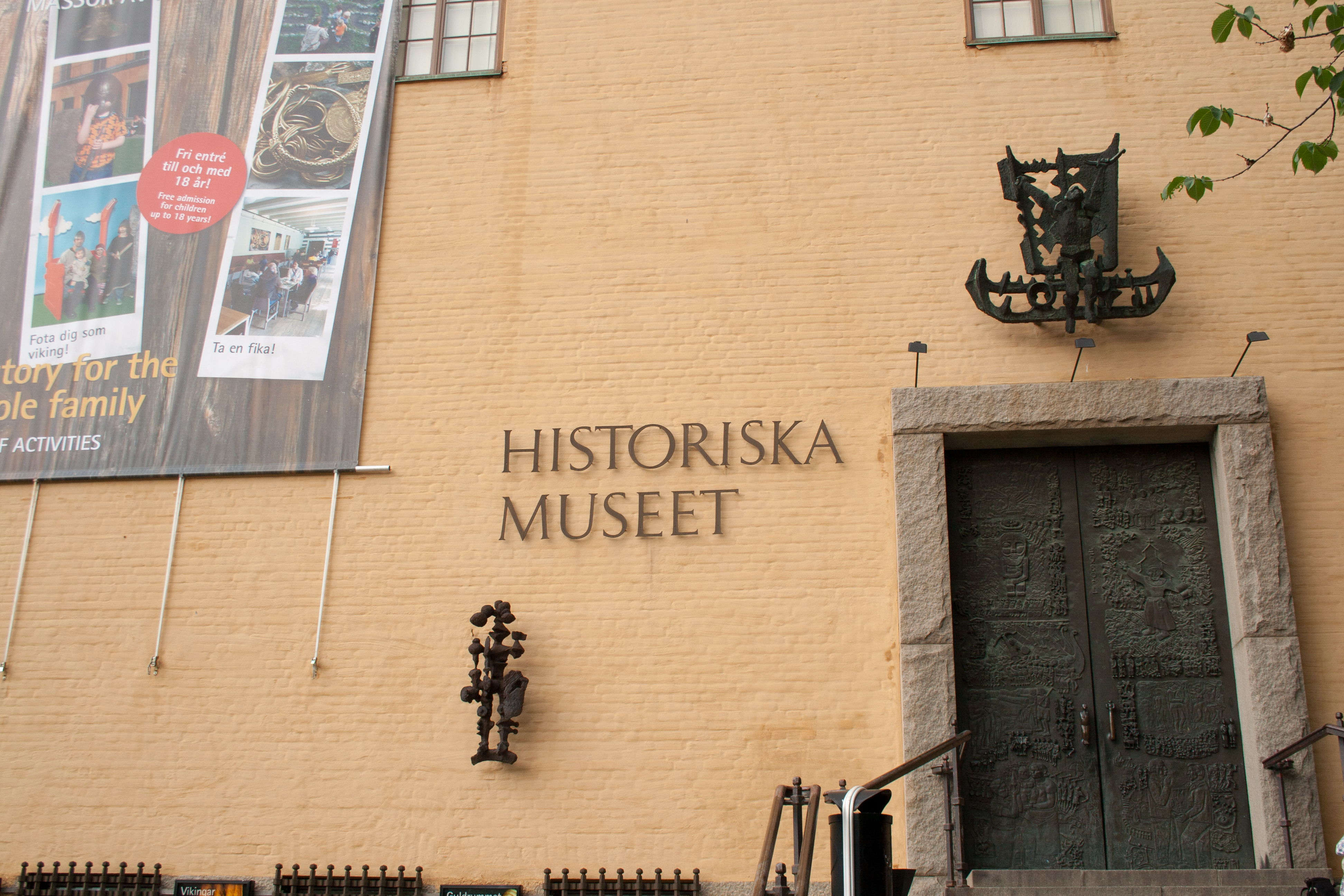
A bejárat a bronzkapuval
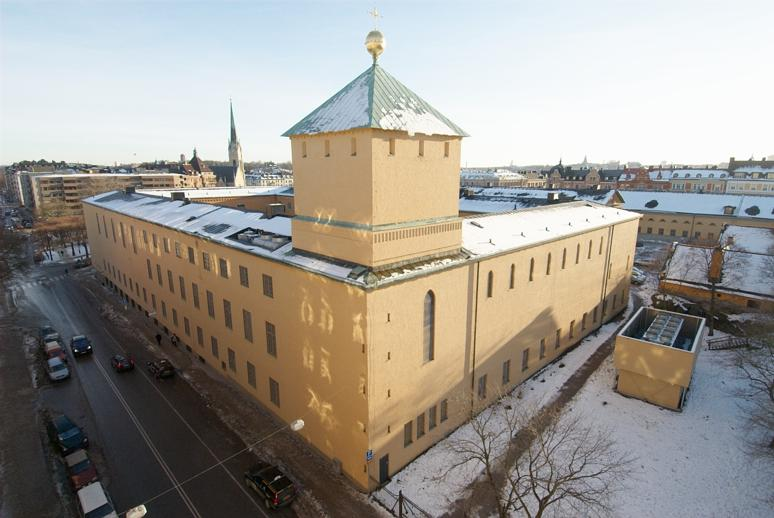
Az épületegyüttes látképe
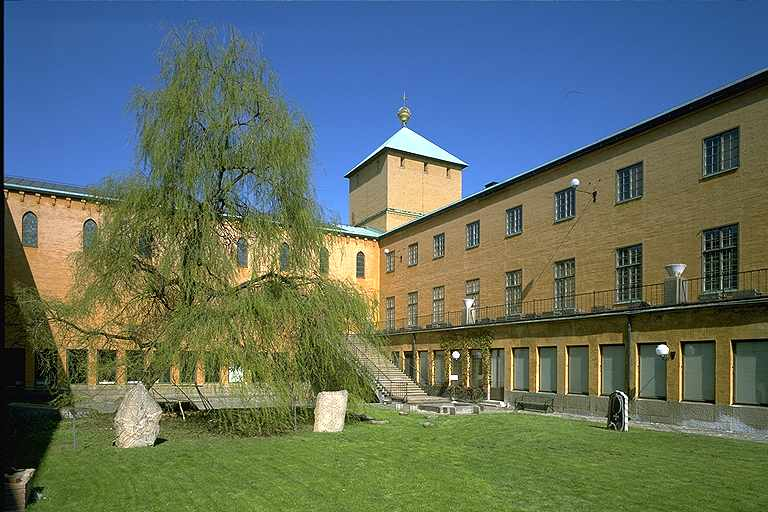
A múzeum udvara
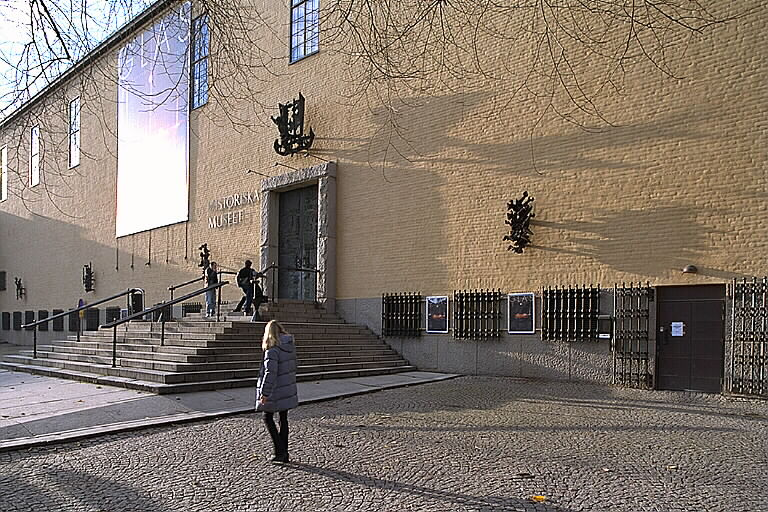
A bejárati homlokzat

## Gyűjteményei

### Előtörténet, korai középkor
A múzeum gyűjteményei felölelik Svédország egész korai történetét, a jégkorszak után e területen letelepedett újkőkori törzsek anyagi kultúrájától kezdve. Ebből a korból igen sok kőből, csontból és agyagból készült tárgya látható a múzeumban, sok különböző svéd tartomány területéről, közülük is kitűnnek az elegánsan megformált kőcsákányok.
A bronzkorban kialakult a hazai fémművesség, gyakran alkalmazták a bronztárgyak díszítésére az aranyat is. A képi elemek között nem csak harcok ábrázolása fordul elő, hanem szerepelnek jelenetek a békés földműves életéből is.
A nagy európai népvándorlások korában és a svéd történelemben ezután következő Vendel-korban (i. sz. 400–800 körül) már gazdag nemzetségek erősödtek meg a mai Uppsala körül, ahol a fejedelmi sírokban gazdag leleteket találtak. Ezek közül is kiemelkedik a Vendel környéki csónak-sírokban az 1800-as évek végén három díszes sisak.
A vikingek korából származó gazdag ezüstkincsek a kor nemzetközi kapcsolatairól, kereskedelmi utakról és rablóhadjáratokról is tanúskodnak.

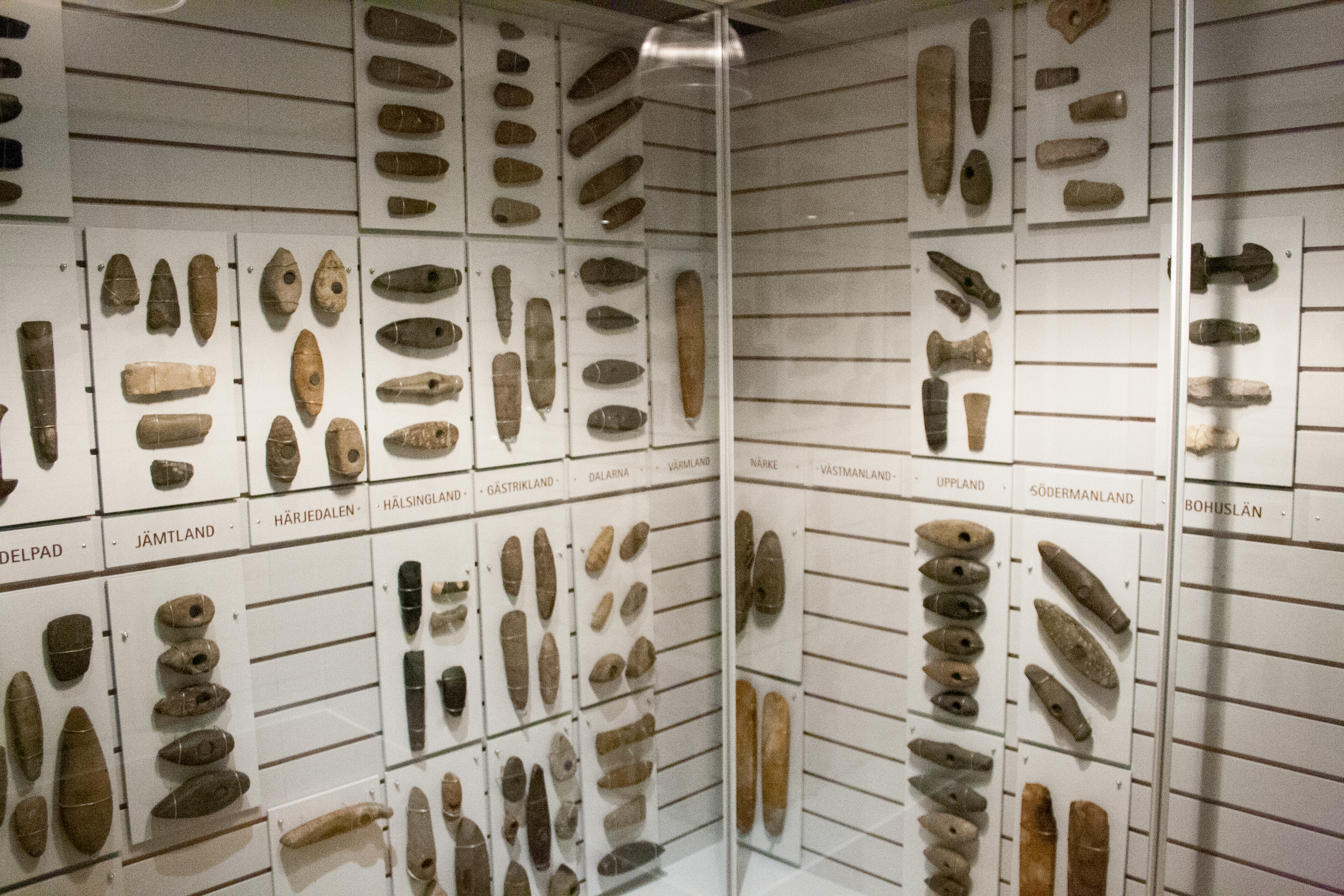
Neolitikus kőcsákányok a különböző tartományok területéről
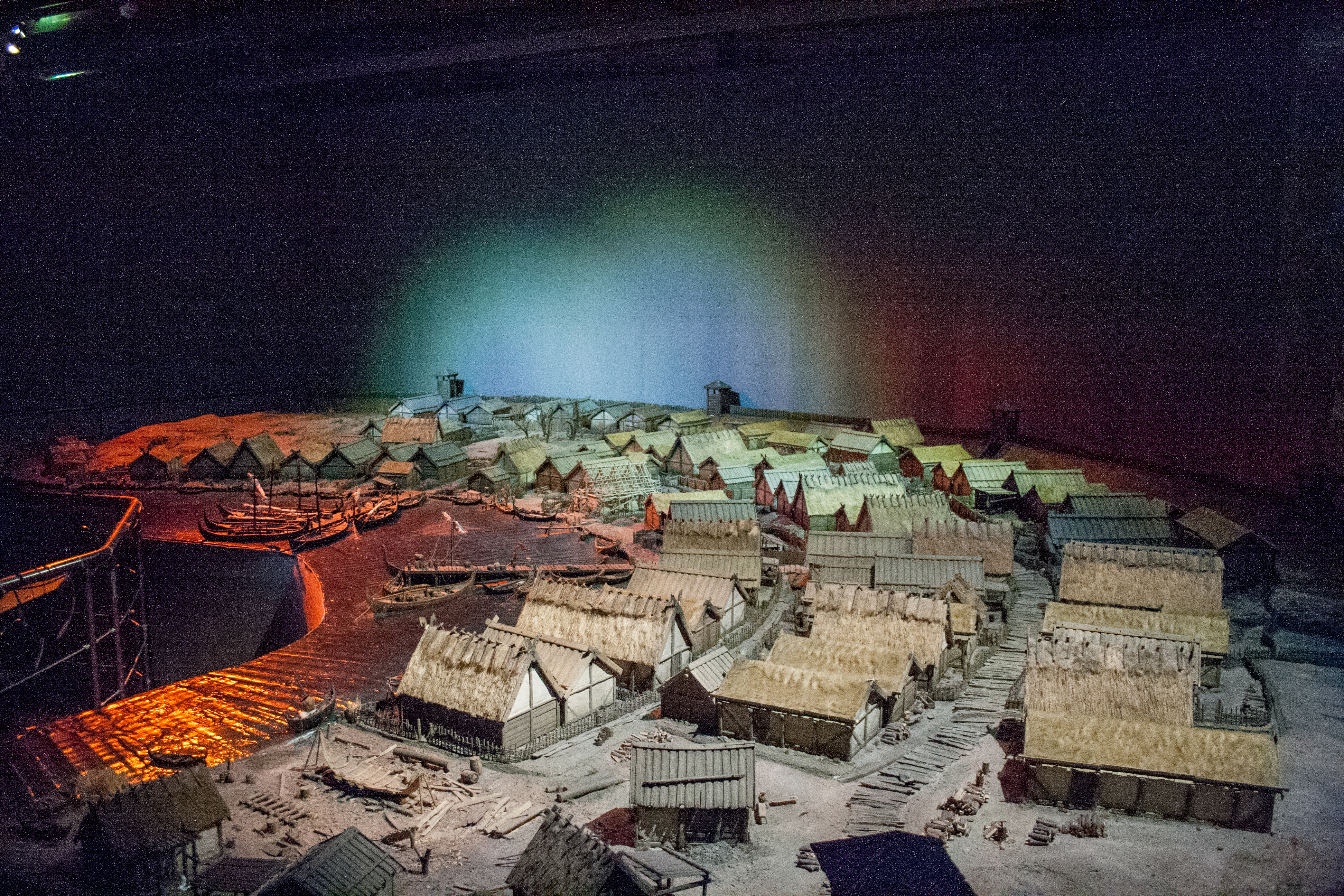
A kora középkori Birka kereskedőváros makettje a múzeumban
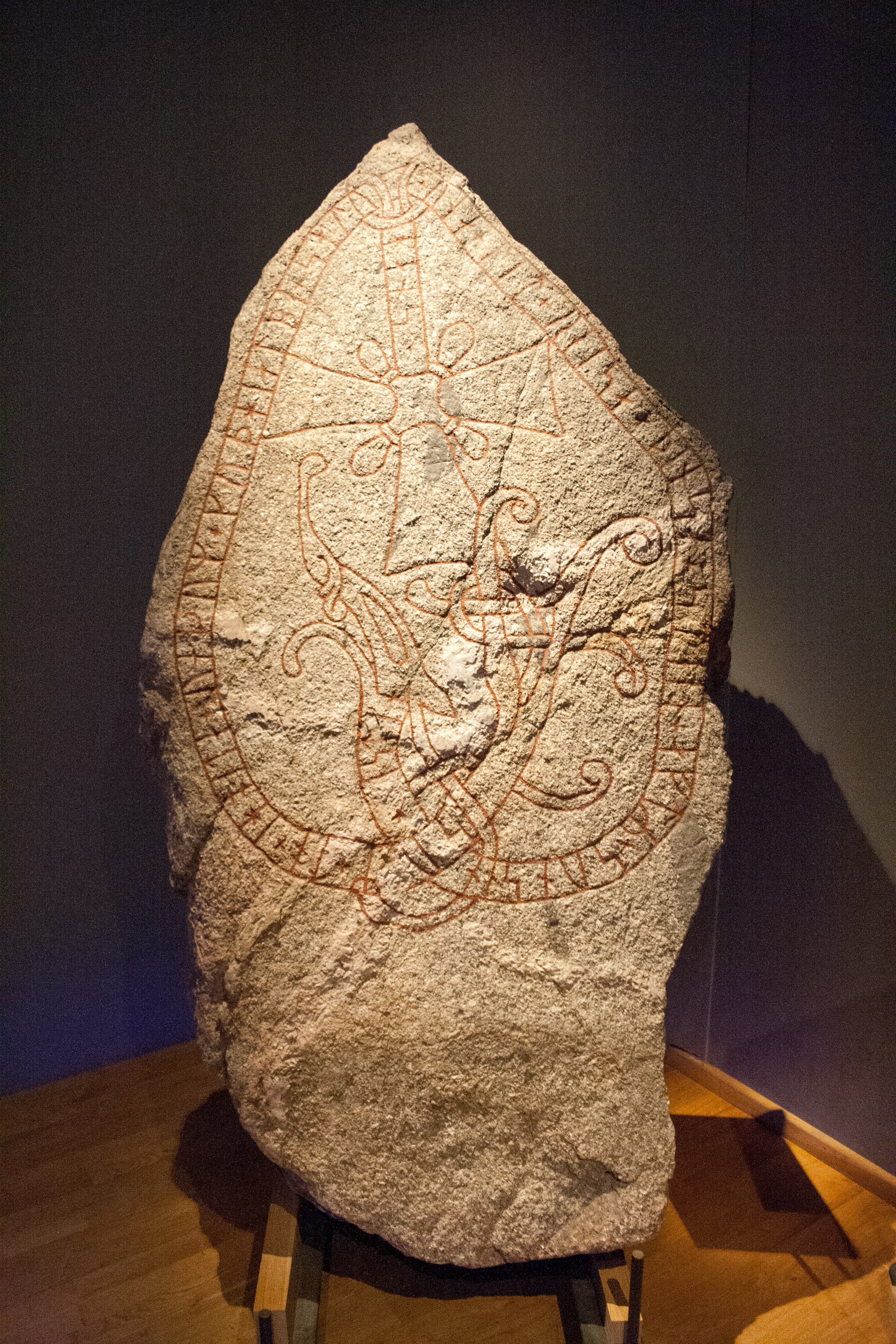
Runakő a viking korból
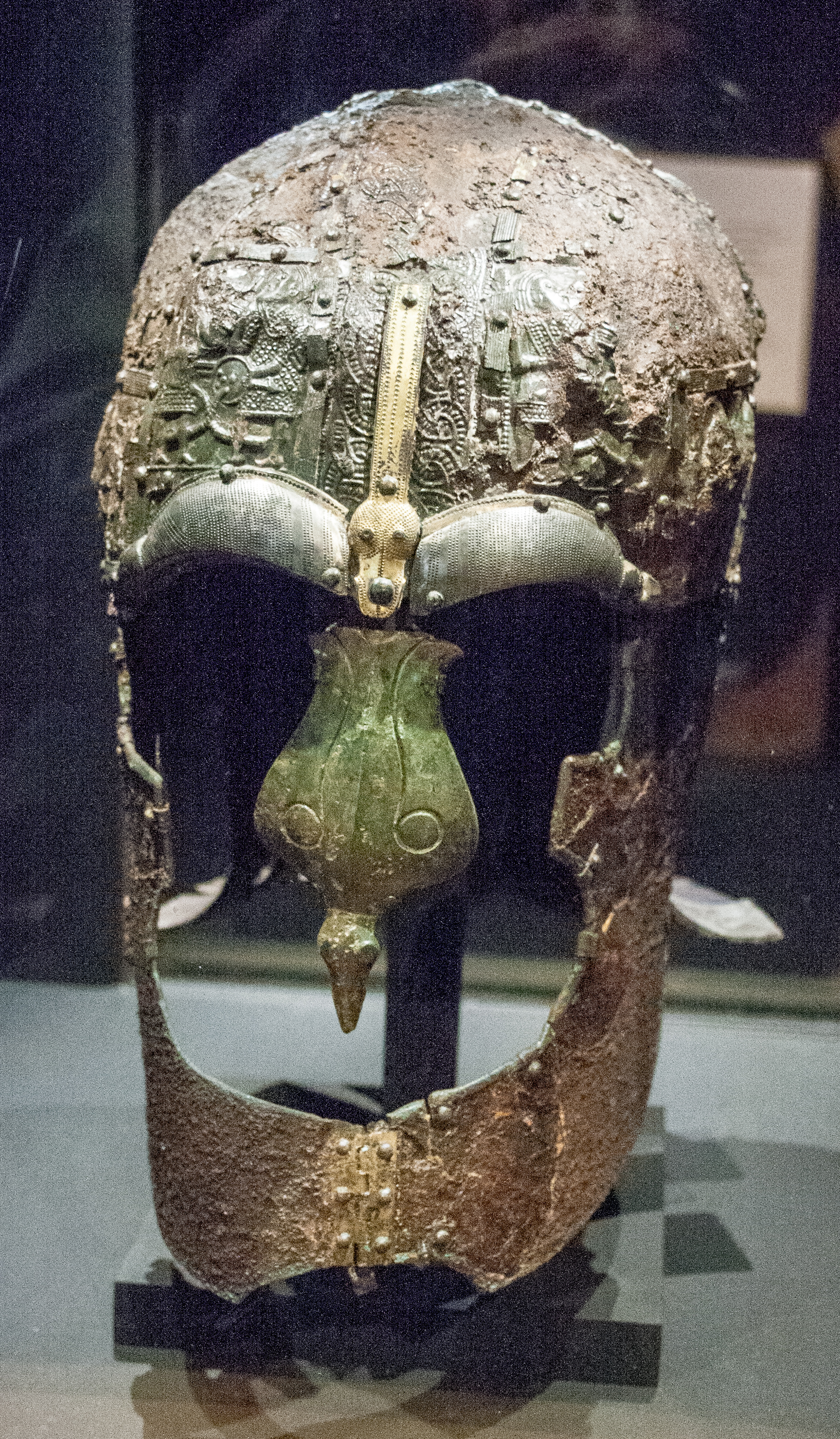
Viking sisak

### Érett középkor
A középkori művészetet a stockholmi történeti múzeumban elsősorban az egyházi tárgyak képviselik.

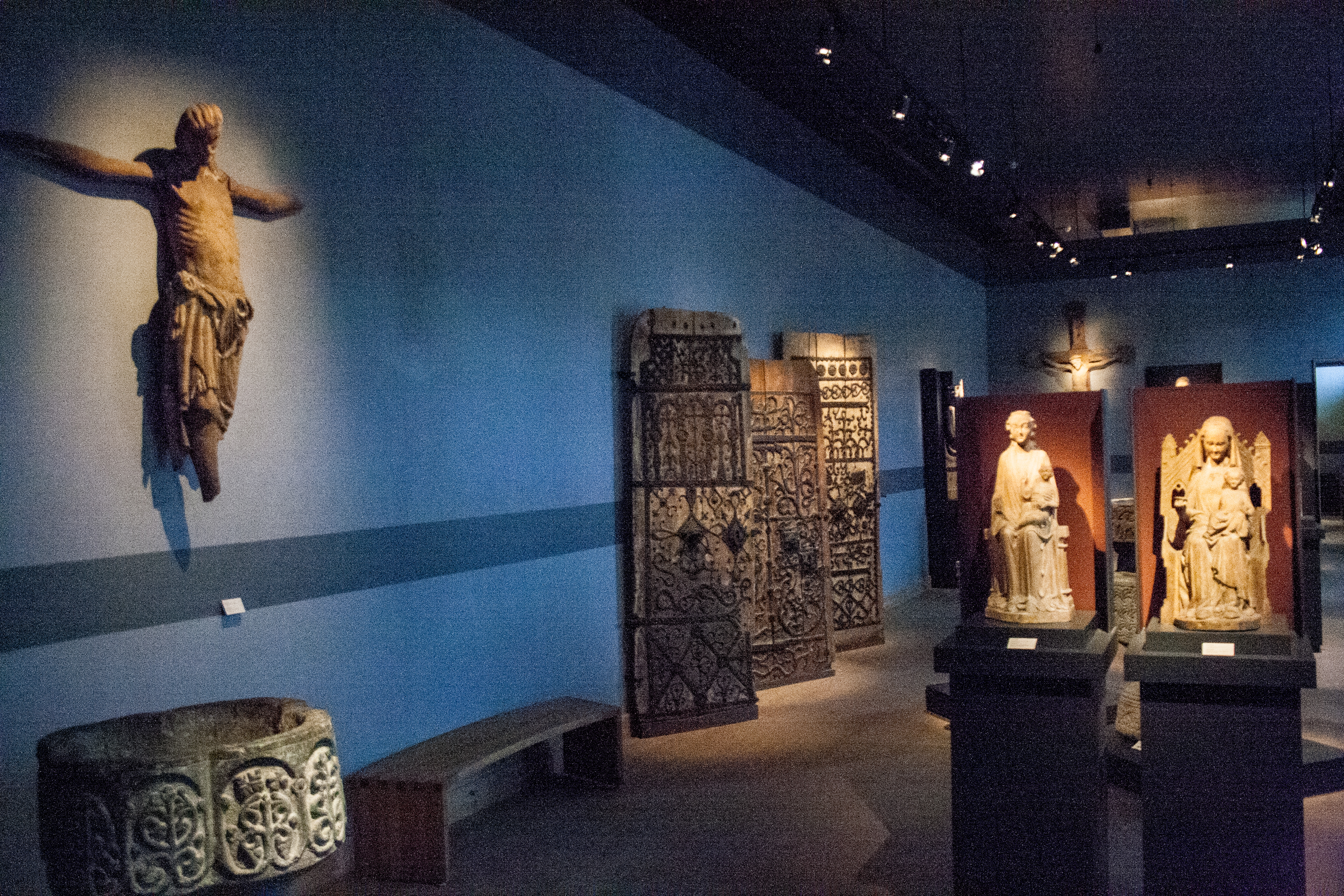
Az egyházművészeti szekció részlete
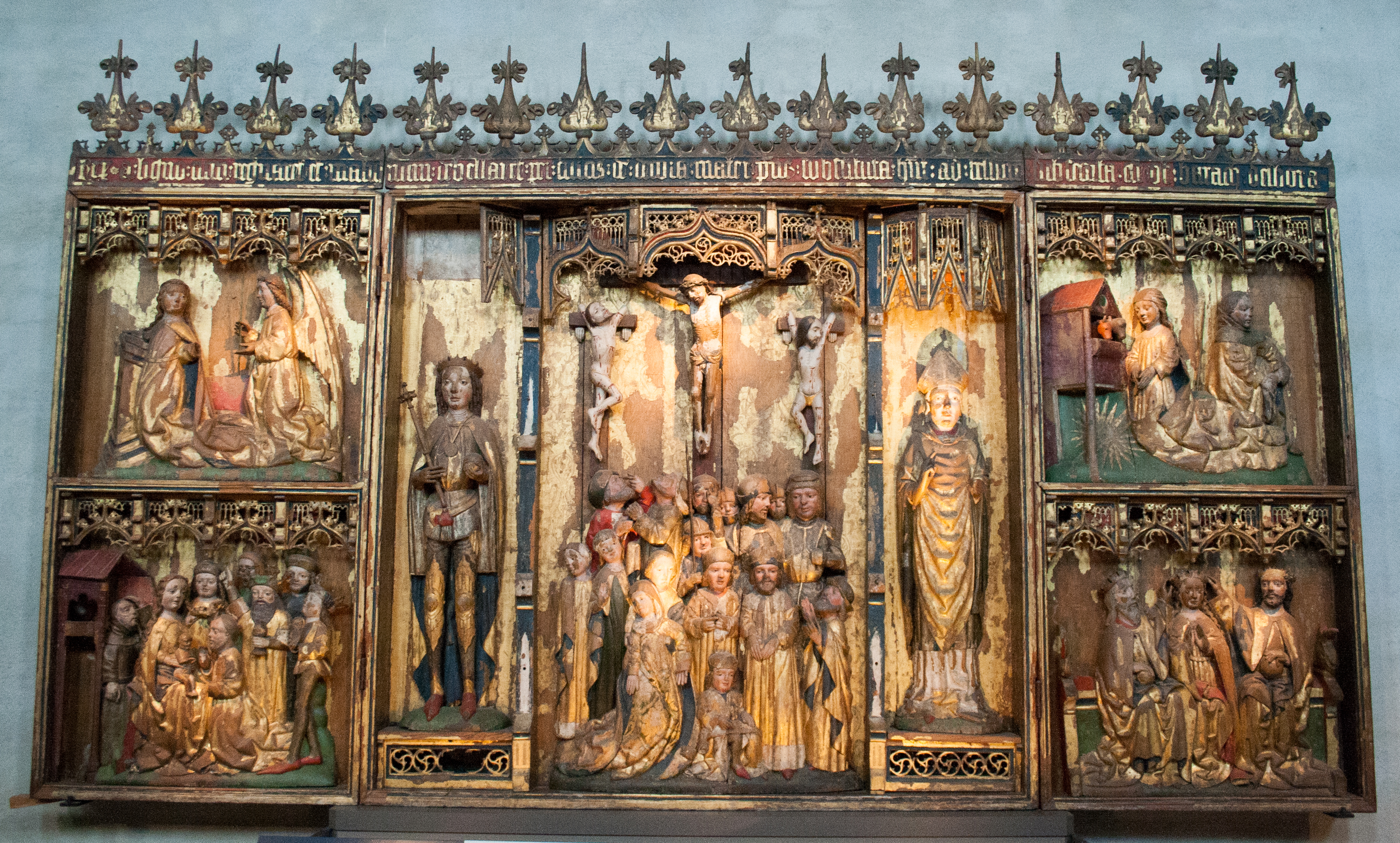
15. század végi oltárkép, svéd munka
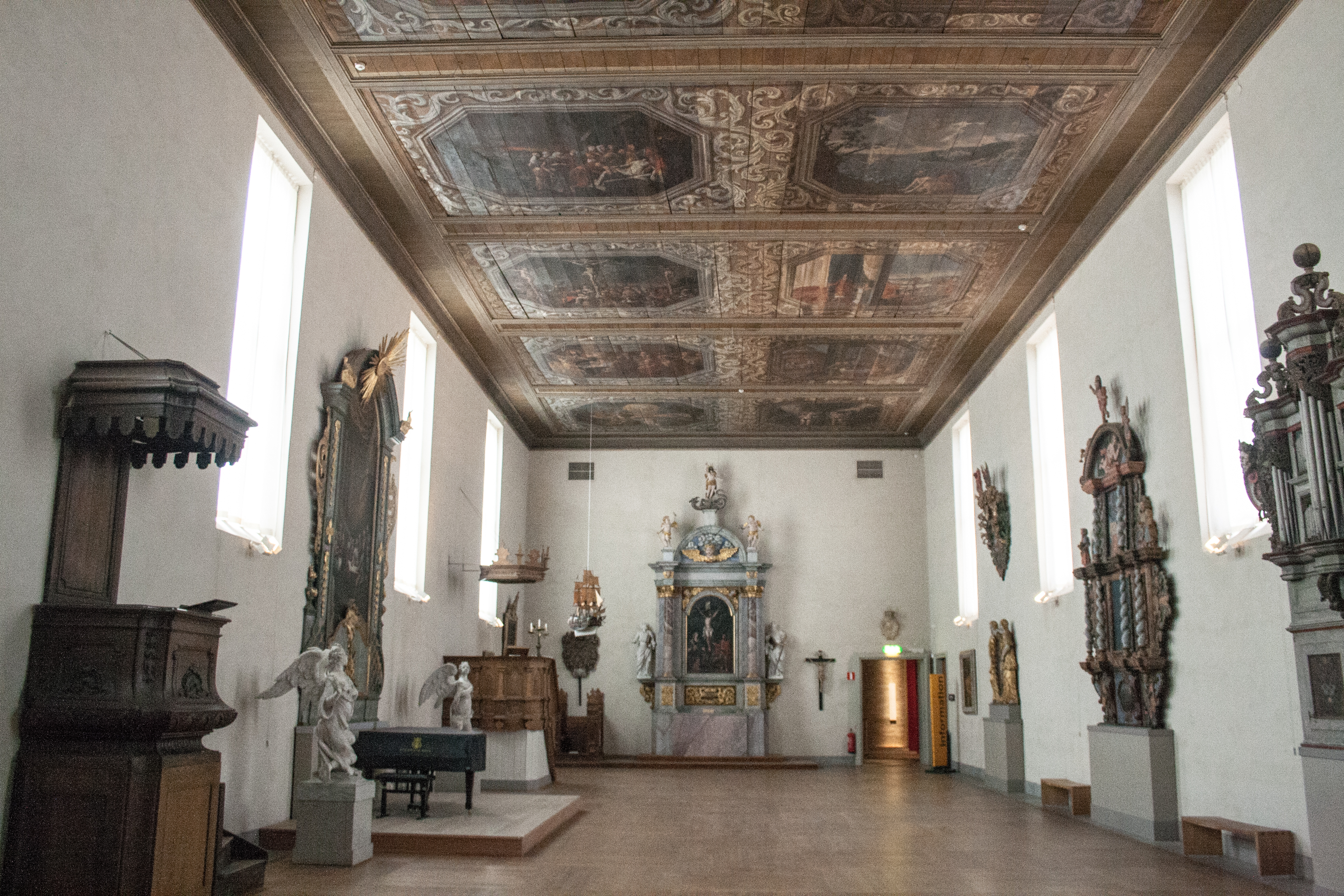
Az egyházművészeti szekció egyik terme
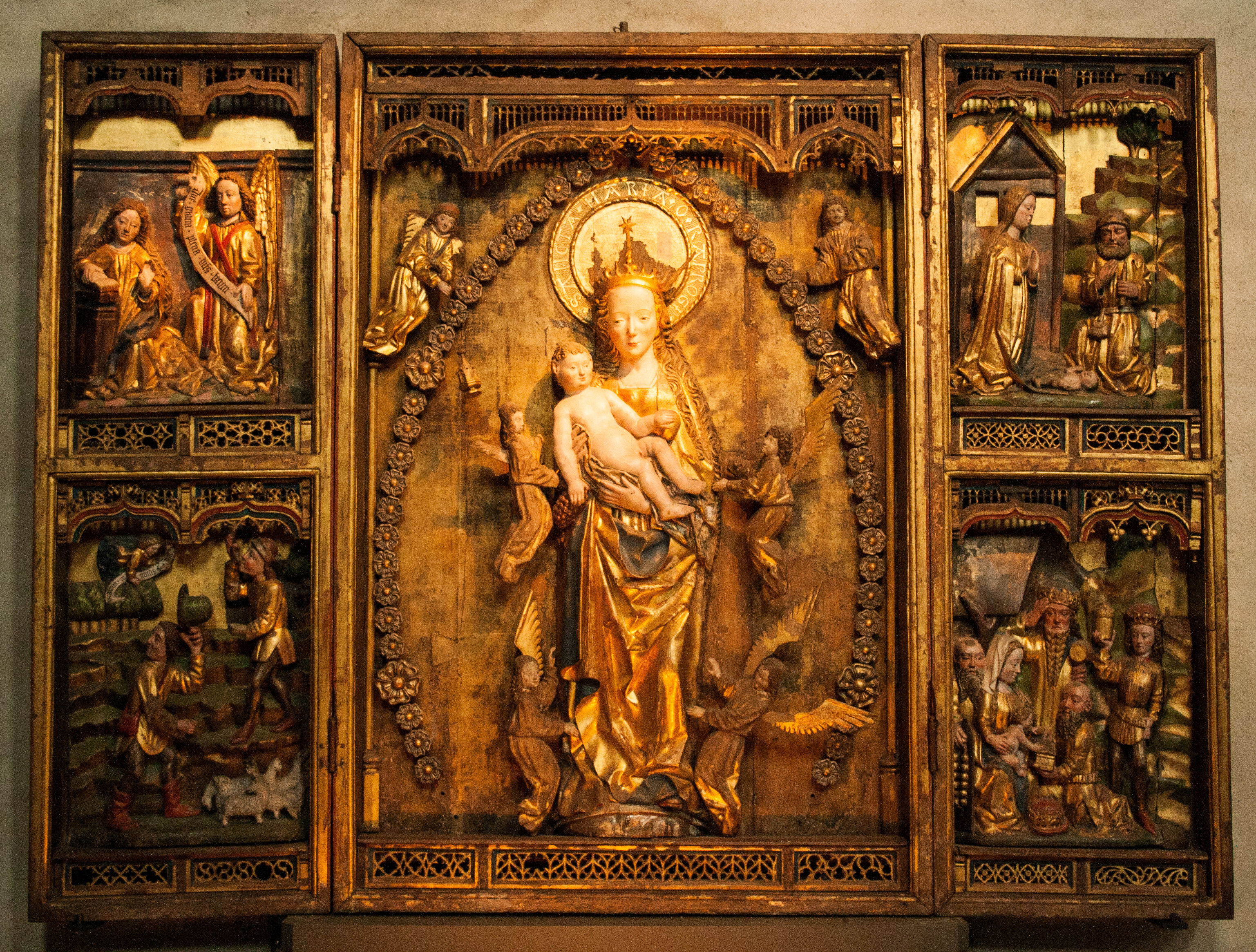
15. század végi oltárkép, Szűz Mária, mint az apokaliptikus asszony, svéd munka

## Aranyterem
A Wallenberg-alapítvány finanszírozta 1994-ben megfelelő páncélterem kialakítását az épületkomplexum pincéjében a népvándorlás, illetve a vikingek korából származó aranykincsek bemutatására. A múzeum nemesfémből készült tárgyai mintegy 3000 darabot ölelnek fel, súlyuk összesen 52 kilogramm arany és 200 kilogramm ezüst, ezek nagy része látható az Aranyteremben. A legérdekesebb darabok között szerepel három nyakék a népvándorlás korából (i. sz. 350–500). Emellett ide került Svédország legnagyobb aranylelete, amit 1904-ben találtak, ez valószínűleg római aranypénzek beolvasztásából származik. A vikingek a beolvasztott aranyat nagyrészt ujjnyi vastag, könnyen hajlítható „drótok” formájában tárolták, és súlyuk szerint használták fizetésre. Egy ilyen darabot egy tinédzser talált meg, rézdrótnak vélte és egy ideig egyfajta biciklilakatként használta, de aztán megmutatta egy muzeológusnak, így az is ide került.

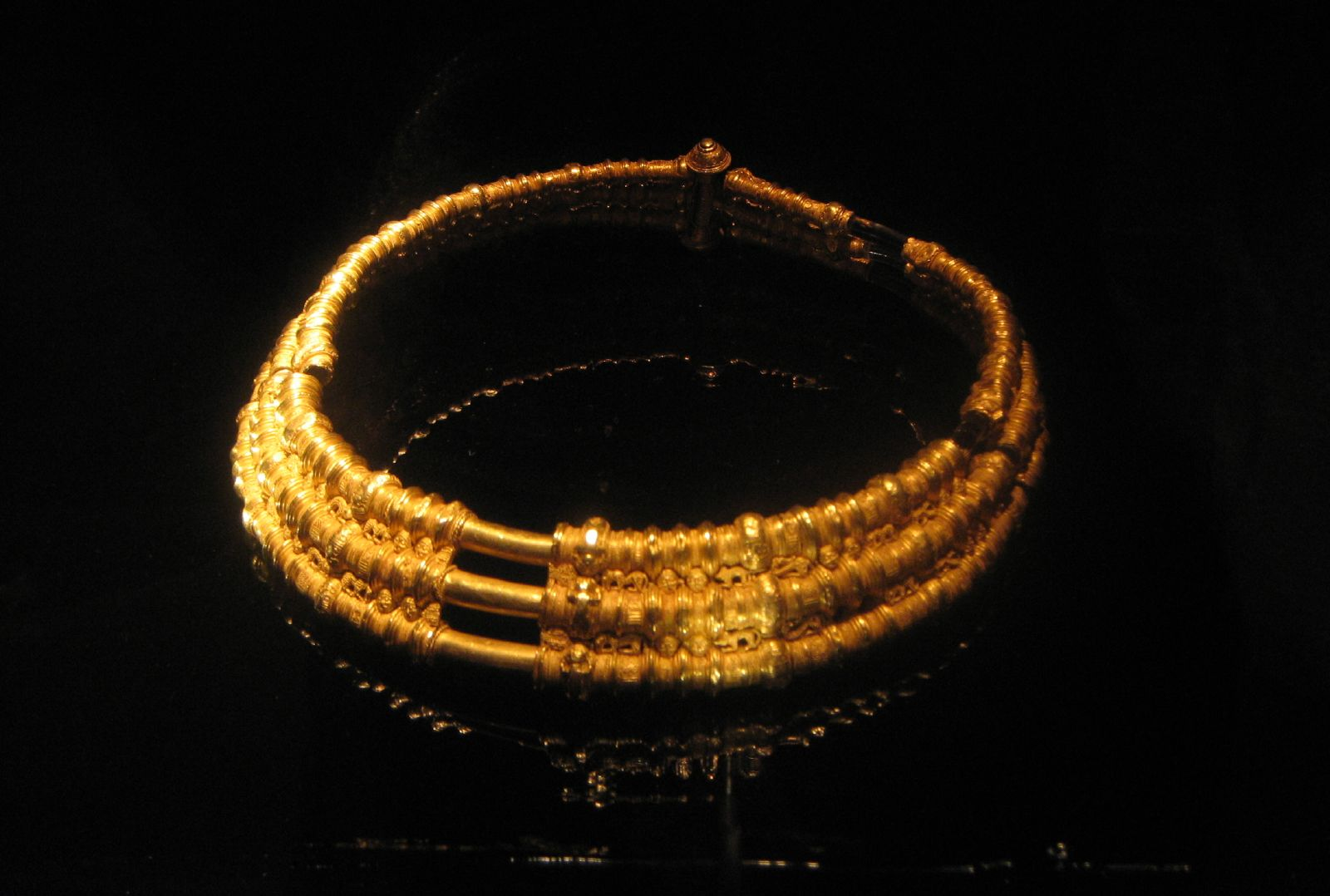
Három gyűrűből álló, Ållebergi nyakék nevű lelet, amit Falköping község területén találtak, Västergötland tartományban
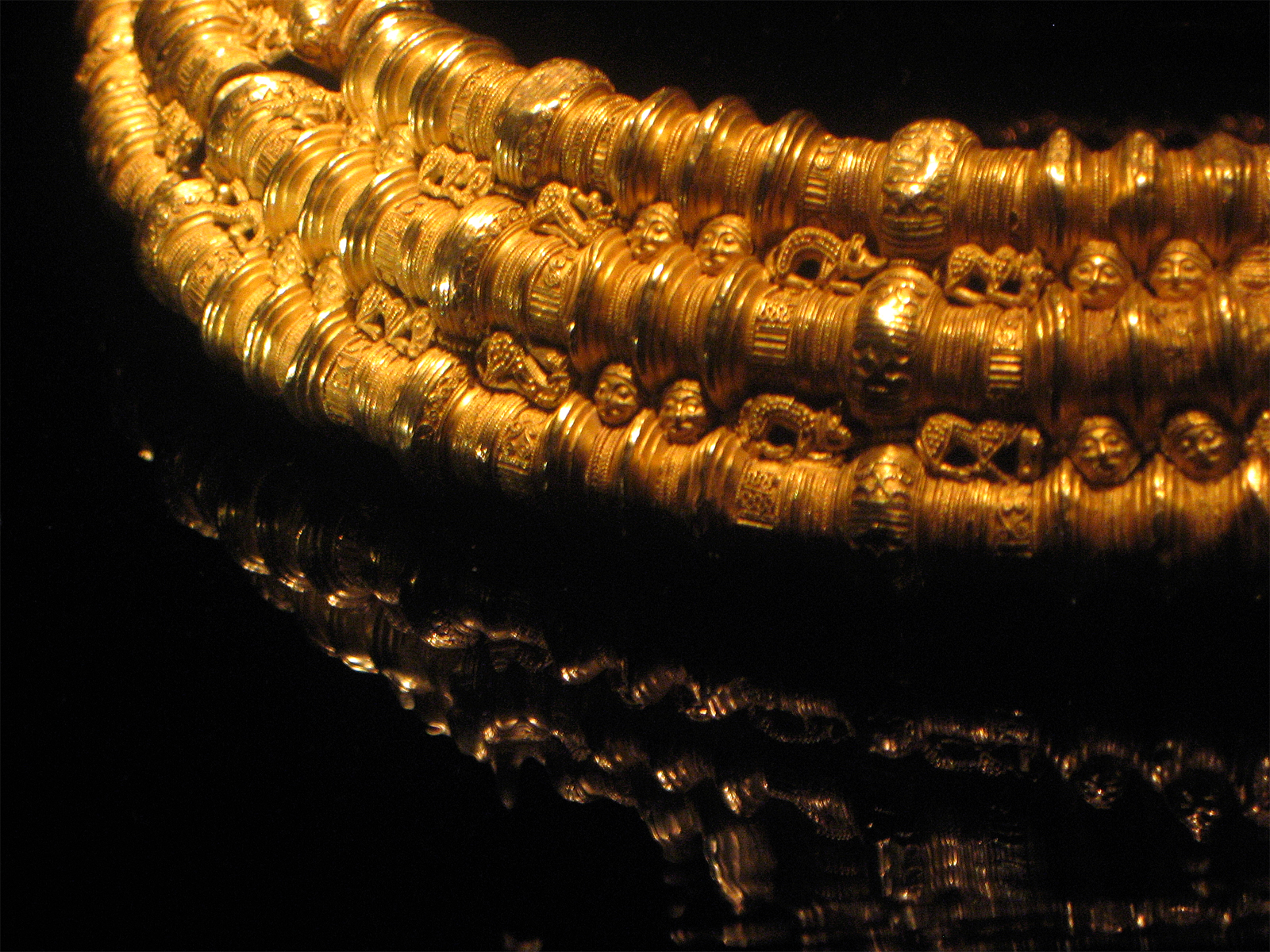
Az Ållebergi nyakék részlete
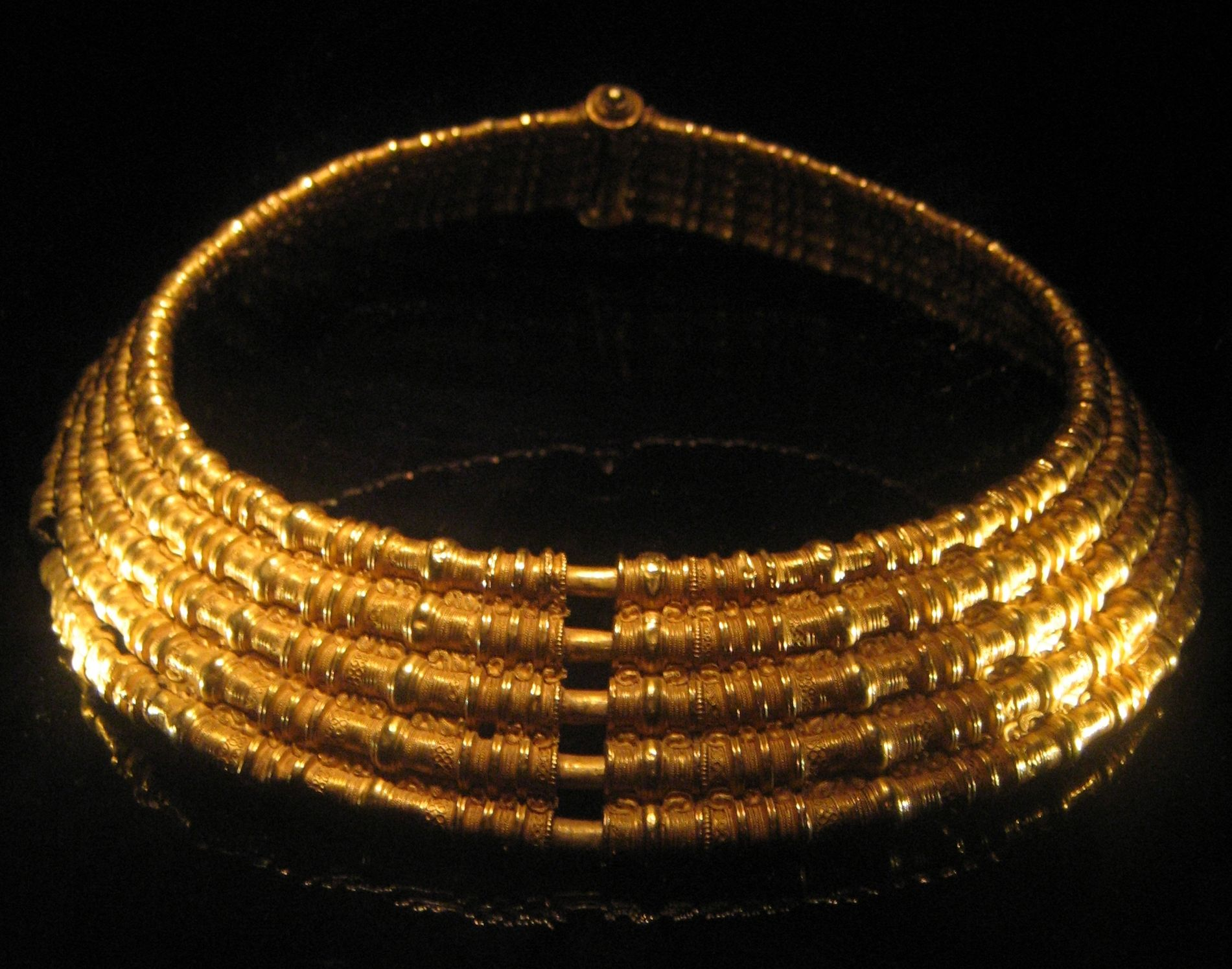
Öt gyűrűből álló nyakék, amit Färjestad környékén találtak, Öland szigetén
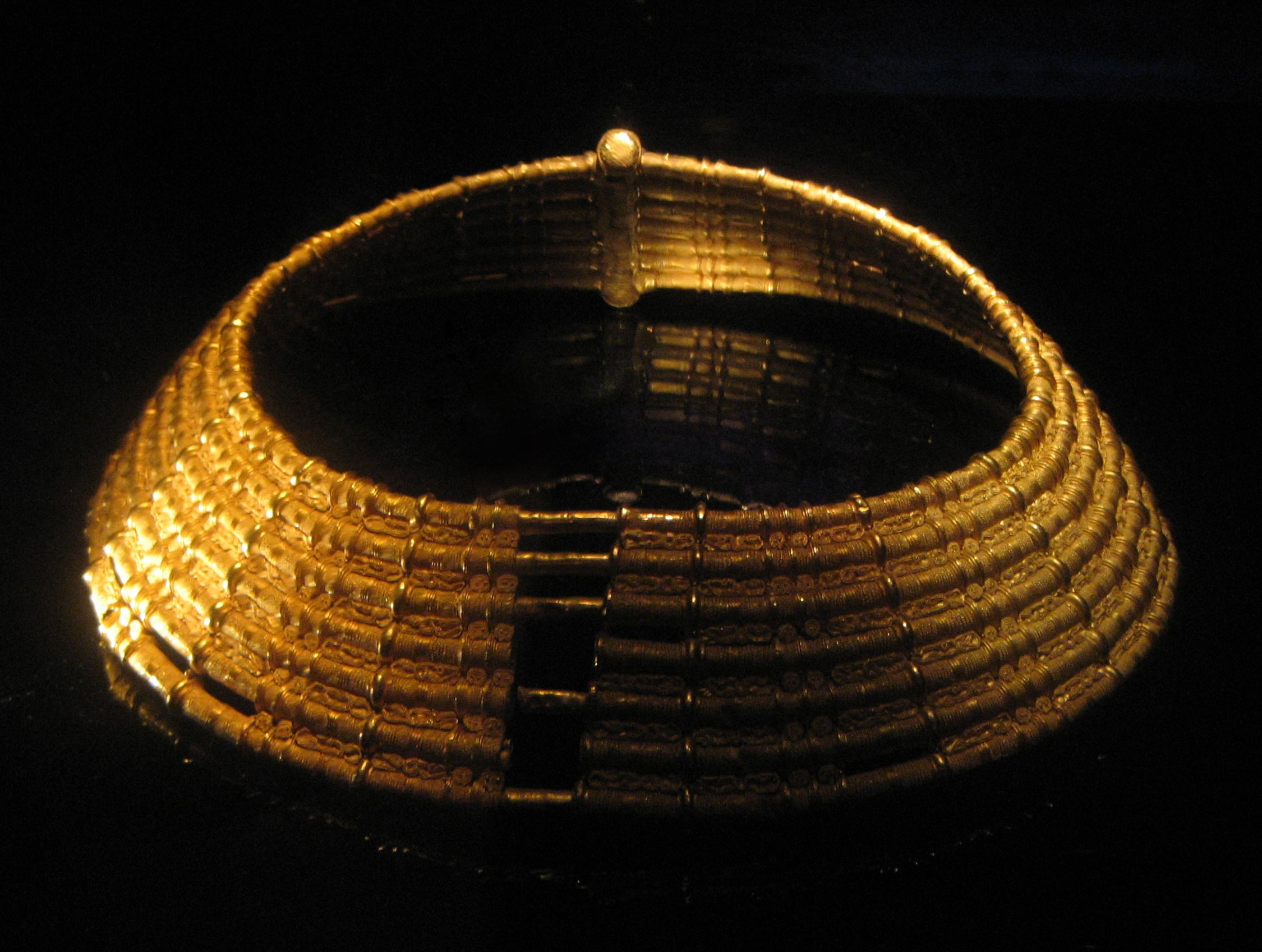
Hét gyűrűből álló nyakék, amit Möne egyházközség területén találtak Västergötland tartományban
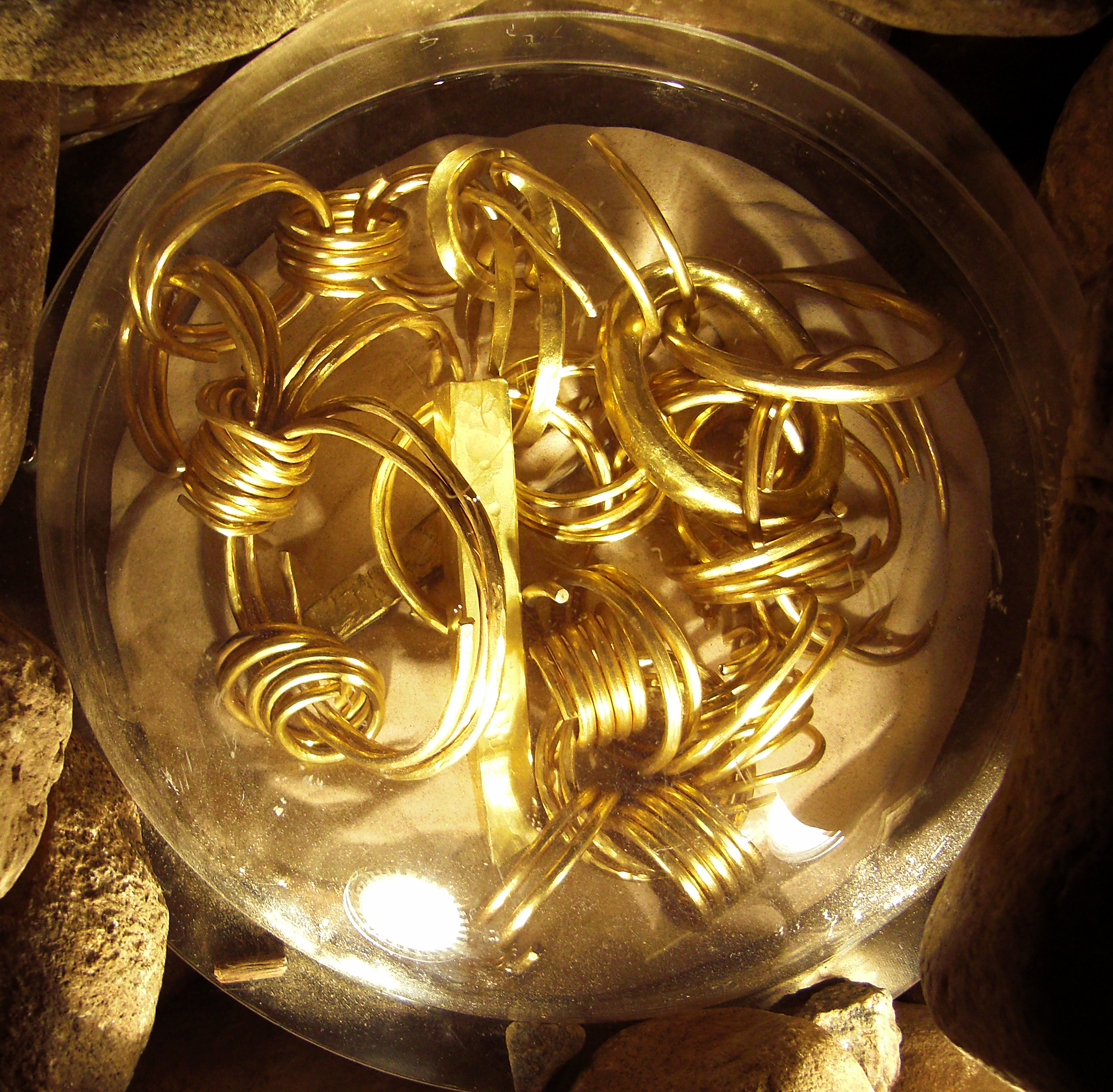
A Timboholmi aranykincs, 7,1 kilogrammos másolat Skövde városi múzeumában
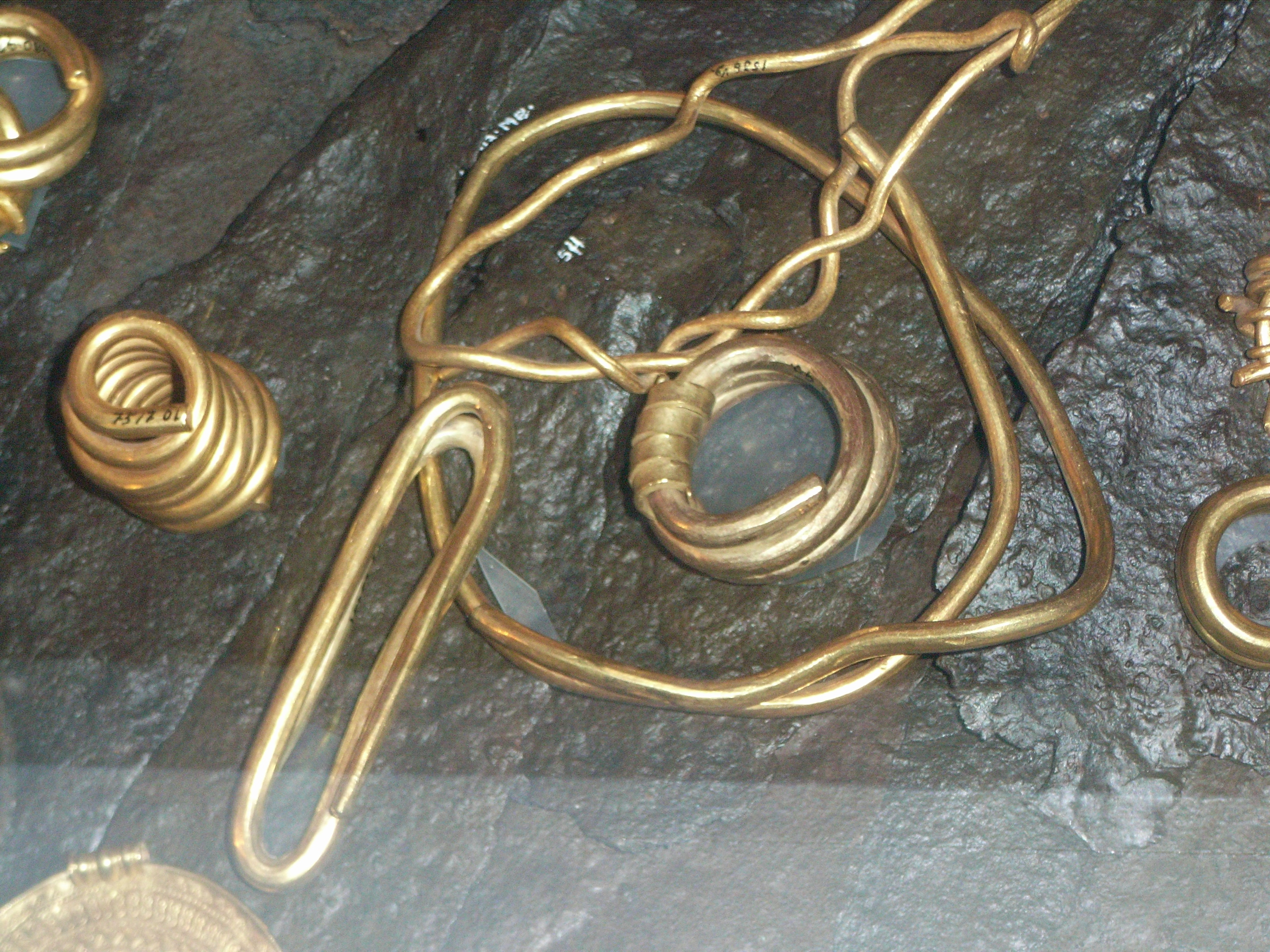
Népvándorlás kori aranykincsek vastag „aranydrótok” formájában különböző lelőhelyekről

## Irányítása
Igazgatásilag a múzeum a Statens historiska museer (Állami történeti múzeumok) nevű szervezeti egységbe sorol, amihez 2018. január 1. óta Stockholmban és környékén még a következő öt múzeum tartozik:
- Hallwylska museet
- Kungliga Myntkabinettet
- Livrustkammaren
- Skoklosters slott
- Tumba bruksmuseum

## Fordítás
Ez a szócikk részben vagy egészben  a   Statens historiska museum című svéd Wikipédia-szócikk ezen változatának fordításán alapul.  Az eredeti cikk szerkesztőit annak laptörténete sorolja fel. Ez a jelzés csupán a megfogalmazás eredetét és a szerzői jogokat jelzi, nem szolgál a cikkben szereplő információk forrásmegjelöléseként.